# ماهیچه عرضی زبان
ماهیچه عرضی زبان (انگلیسی: Transverse muscle of tongue) کار باریک و درازتر کردن زبان را برعهده دارد.
خاستگاه آن تیغه میانی زبان، پیوندگاهش پشت (dorsum) و حاشیه‌های زبان و عصب‌گیری‌اش از عصب زیرزبانی است.